# 김종민 (1986년)
김종민(金鐘民, 1986년 3월 30일 ~ )은 전 KBO 리그 한화 이글스의 포수이자, 현 KBO 퓨처스리그 창원 다이노스의 배터리코치이다.

## 선수 시절

### 한국 프로야구 시절

#### 히어로즈시절
2009년에 신고선수로 입단했지만 그 해 말에 방출됐다.

### 한국 독립야구 시절

#### 고양 원더스시절
제대 후 모교인 단국대학교에서 개인 훈련을 하다가 합류했다.

### 한국 프로야구 복귀

#### kt 위즈시절
2013년 시즌 후 입단했다. 입단 초에는 자리를 잡지 못하고 슬럼프를 겪었다. 2015년 시즌 주전 포수였던 장성우에 밀려 많은 경기를 출전하지는 못했지만, 26경기에 출전해 2할대 타율을 기록했다. 2016년에 장성우가 불미스러운 사건으로 갑작스럽게 팀에서 빠지며 포수 공백이 생겼지만 그가 자리를 잘 메꿔줬고 시즌 전반기 77경기에 출전해 2할대 타율을 기록했다. 그 후 후반기로 갈수록 부진해 8월 4일에 1군 엔트리에서 말소됐다.

#### NC 다이노스시절
2017년 5월 31일 당시 NC 다이노스 소속이었던 강장산과 1:1 트레이드를 통해 이적하였다.
2018년 10월 3일에 윤병호, 강구성, 심규범과 함께 방출됐다.

#### 한화 이글스시절
방출 후 마무리 캠프에 합류해 입단 테스트를 받아 지난 2018년 12월 3일 정식 선수로 등록됐다. 2020년 8월 18일에 방출됐다.

## 야구선수 은퇴 후
2021년부터 창원 다이노스의 배터리코치로 활동했다.

## 출신 학교
- 대전신흥초등학교
- 충남중학교
- 대전고등학교
- 단국대학교

## 통산 기록
| 연도 | 팀명  | 타율  | 경기 | 타수 | 득점 | 안타 | 2루타 | 3루타 | 홈런 | 루타 | 타점 | 도루 | 도실 | 볼넷 | 사구 | 삼진 | 병살 | 실책 |
| ---- | ----- | ----- | ---- | ---- | ---- | ---- | ----- | ----- | ---- | ---- | ---- | ---- | ---- | ---- | ---- | ---- | ---- | ---- |
| 2015 | kt    | 0.219 | 26   | 32   | 2    | 7    | 0     | 0     | 0    | 7    | 1    | 0    | 1    | 2    | 1    | 3    | 0    | 1    |
| 2016 | kt    | 0.244 | 78   | 180  | 17   | 44   | 3     | 0     | 0    | 47   | 20   | 0    | 0    | 21   | 3    | 32   | 3    | 6    |
| 2017 | NC    | 0.136 | 22   | 22   | 2    | 3    | 0     | 0     | 0    | 3    | 1    | 0    | 0    | 2    | 0    | 2    | 1    | 0    |
| 2018 | NC    | 0.000 | 6    | 4    | 0    | 0    | 0     | 0     | 0    | 0    | 0    | 0    | 0    | 0    | 0    | 1    | 0    | 0    |
| 2019 | 한화  | 0.200 | 10   | 20   | 2    | 4    | 0     | 0     | 1    | 7    | 1    | 0    | 0    | 0    | 0    | 7    | 1    | 0    |
| 통산 | 5시즌 | 0.225 | 142  | 258  | 23   | 58   | 3     | 0     | 1    | 64   | 23   | 0    | 1    | 25   | 4    | 45   | 5    | 7    |